# William Wordsworth
William Wordsworth, angleški pesnik, * 7. april 1770, Cockermouth, Anglija, † 23. april 1850, Ambleside, Anglija
Zbirka pesmi Lyrical Ballads (slovensko Lirične balade), ki jo je izdal leta 1798 s Samuelom Taylorjem Coleridgeom, velja za začetek obdobja romantike v angleški književnosti. Od leta 1843 do smrti leta 1850 je bil uradni pesnik kraljevine.

## Življenje
"Pesnik narave" se je rodil 7. aprila 1770 v mestecu Cocermouth v severozahodni Angliji. Ko je bil star komaj sedem let, mu je umrla mati, pri trinajstih pa je izgubil še očeta. Za siroto sta skrbela očetov in materin brat. Brezskrbno otroštvo je preživel v Lake country, Jezerski krajini, obdani z gozdnatim hribovjem s slikovitimi jezeri. Deška leta v tej pokrajini so se mu tako močno in neizbrisno vtisnila v spomin, da je njegovo pesništvo vseskozi živelo od tega navdiha.
Pri sedemnajstih se je z bratom Christopherjem vpisal na St. John's College v Cambridgeu, vendar je pridobil samo prvo stopnjo akademske časti. Po popotovanju po Alpah, je pri enaindvajsetih letih vendarle diplomiral v Cambridgeu in se odpravil v Francijo, ki jo je še preveval vpliv meščanske revolucije. Nekaj časa je bival v Nemčiji, kjer se je seznanil s pesnikom Friedrichom Klopstockom. Ravno popotovanja so mu dala navdih za številne pesnitve.
V zvezi z Anette Vallon se mu je rodila hčerka, vendar do sklenitve zakona ni prišlo. Za njegovo nezakonsko hči je svet izvedel šele sto let po njegovi smrti. 
Leta 1802 se je oženil s svojo sestrično Mary Hutchinson in do smrti živel z njo in s svojo sestro Dorothy v odmaknjenosti in idili slikovite pokrajine. Živeli so v samoti, vendar nikakor niso bili osamljeni. Obiskovali so jih Robert Southey, Samuel Taylor Coleridge, Sir Walter Scott, Matthew Arnold, Ralph Waldo Emmerson.
Wordsworth je umrl 23. aprila 1850, ko je že dopolnil osemdeseto leto. Tako je krepko preživel vse angleške romantične pesnike, čeprav se je rodil prvi med njimi. Pokopan je v Grasmereru (Jezerska krajina).

## Delo
- Večerni sprehod (1793) - ena prvih romantičnih pesmi v svetovni književnosti
- Opisne črtice (1793)
- Lirske balade (1789) - Zbirko izda s Samuelom Taylorjem. V drugi izdaji napiše predgovor, v katerem utemelji osnove romantične poetike: naraven jezik, preprostost snovi in življenjskost okolja.
- Pesmi v dveh zvezkih (1807)
- Pesmi (1815)
- Reka Dudon, skupina sonetov (1820)
- Duhovni soneti (1822)

Napisal je več kot 500 sonetov, med njimi na primer: Na Westministrskem mostu, Preveč nas svet zavzema, Ne zaničuj soneta, London 1802, Prekrasen je večer